# Luis Alberto Suárez
Luis Alberto Suárez (Salto, 24 de janeiro de 1987) é um futebolista uruguaio que atua como centroavante. Atualmente joga no Inter Miami.
Muitas vezes considerado um dos melhores jogadores do mundo e também um dos melhores centroavantes da história, Suárez ganhou 19 títulos em sua carreira, com destaque para sete títulos nacionais, uma Liga dos Campeões da UEFA pelo Barcelona e uma Copa América com o Uruguai.
Um artilheiro prolífico, Suárez ganhou por duas vezes a Chuteira de Ouro, foi artilheiro do Campeonato Holandês, artilheiro do Campeonato Inglês e também acabou com a dominância de seis anos de Lionel Messi e Cristiano Ronaldo, ao vencer o Troféu Pichichi, de artilheiro do Campeonato Espanhol, na temporada 2015–16. Ele já marcou mais de 550 gols em sua carreira pelos clubes e pela Seleção e é o terceiro maior artilheiro da história do Barcelona.
Apelidado de El Pistolero ("O Pistoleiro"), Suárez começou sua carreira nas categorias de base do Nacional em 2003. Com 19 anos, se mudou para a Holanda para jogar pelo Groningen, antes de se transferir para o Ajax em 2007. Em 2010, ele ganhou seu primeiro título pelo Ajax, a Copa KNVB, e terminou a temporada como artilheiro do Campeonato Holandês, ganhando o prêmio de Futebolista Neerlandês do Ano. Na temporada seguinte, ele ajudou o Ajax a garantir o título nacional, marcando seu 100.º gol com a camisa do clube. Em janeiro de 2011, Suárez se transferiu para o Liverpool, da Inglaterra, e na sua primeira temporada, ganhou seu primeiro título pelo clube, a Copa da Liga. Em 2014, mesmo não conquistando a Premier League, Luisito foi o artilheiro do campeonato e ganhou o prêmio de Futebolista do Ano da PFA e Futebolista Inglês do Ano pela FWA, além de partilhar do prêmio de Chuteira de Ouro com Cristiano Ronaldo, antes de se transferir para o Barcelona na temporada seguinte por 82,3 milhões de euros, o que fez dele um dos jogadores mais caros da história do futebol.
Na sua primeira temporada pelo Barcelona, Suárez estrelou um trio de ataque ao lado de Messi e Neymar (no que ficou conhecido como "trio MSN"), ajudando o clube a ganhar sua segunda tríplice coroa: La Liga, Copa do Rei e Liga dos Campeões. O "trio MSN", naquela temporada, marcou 122 gols, o que foi o maior número de gols marcados na história por um trio de ataque no futebol espanhol. Em sua segunda temporada pelo clube, Suárez ganhou seu primeiro Troféu Pichichi, além de sua segunda Chuteira de Ouro, na qual se tornou o primeiro jogador, desde 2009, a ganhar ambos prêmios além de Messi e Ronaldo. Ele terminou a temporada com 40 gols no Campeonato Espanhol, 14 dos quais vieram de seus últimos cinco jogos, além de 16 assistências, se tornando o primeiro jogador da história da La Liga a ranquear em primeiro, em ambos gols e assistências.
Pela Seleção Uruguaia, Suárez é o maior goleador, os representando em três edições da Copa do Mundo FIFA e da Copa América, além de participar dos Jogos Olímpicos de 2012 e da Copa das Confederações FIFA de 2013, na qual ele ajudou sua seleção a terminar em quarto lugar. Pela Copa do Mundo FIFA de 2010, ele teve um papel importante na conquista da quarta colocação, marcando três gols, além de causar polêmica ao "salvar" um gol com as mãos, na prorrogação das quartas de finais contra Gana. Pela Copa América de 2011, o atacante foi o vice artilheiro com quatro gols, ganhou o prêmio de Jogador do Torneio e ajudou Uruguai a ganhar seu décimo quinto título e se tornar o maior vencedor da Copa América. Pela Copa do Mundo FIFA de 2014, Suárez marcou seu 40.º gol pela seleção antes de ser suspenso do torneio após morder o zagueiro italiano Giorgio Chiellini.
Suárez foi motivo de polêmica durante toda sua carreira. Além de "salvar" o gol com as mãos na partida de quartas de finais contra Gana pela Copa do Mundo de 2010, ele já mordeu adversários em três ocasiões. Ele também é conhecido por fingir faltas e já foi acusado por isso. Em 2011, a Football Association o considerou culpado de racismo contra Patrice Evra, decisão que Suárez contesta. Já em 2020, o atacante foi acusado de fraude na tentativa de obter a cidadania italiana para se transferir para a Juventus.

## Infância e juventude
Suárez viveu em Salto, junto de seis irmãos e de sua mãe solteira e em 2003, ingressou nas categorias de base do Nacional de Montevidéu. Seu irmão mais velho, Paolo Suárez, também é futebolista profissional.

## Carreira

### Início

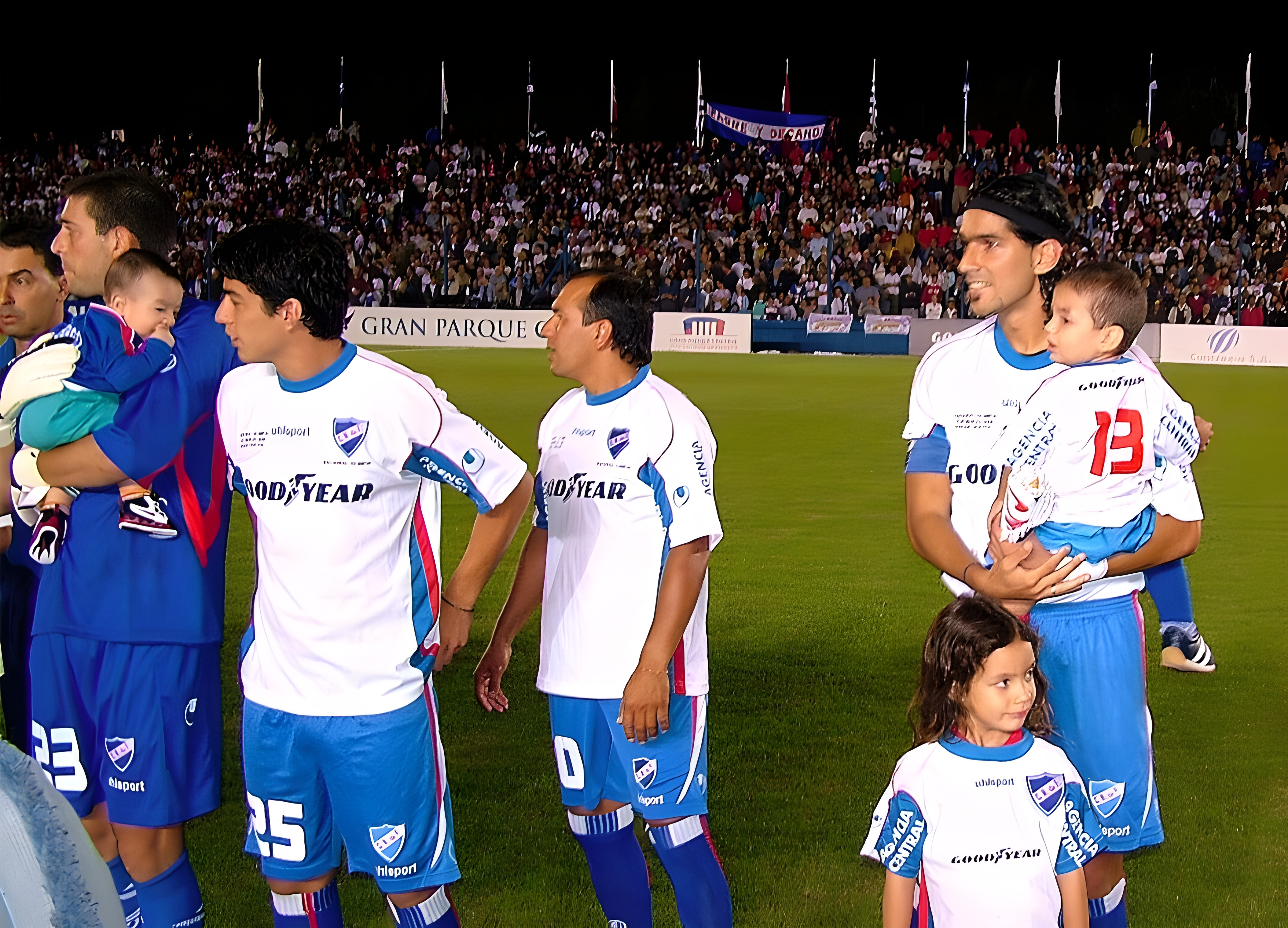
Suárez (segundo da esquerda para a direita) no clube uruguaio Nacional, em 2005

Iniciou sua carreira como grande revelação do futebol uruguaio em 2005 pelo Nacional e no ano seguinte ele conquistou o Campeonato Uruguaio. Embora não tenha sido artilheiro do Nacional naquela temporada, Suárez marcou um gol em cada um dos jogos finais contra o Rocha, e um dos dois gols tricolores no empate clássico do torneio Clausura. Suas ótimas exibições despertaram o interesse de diversos clubes. Em 2006, com 19 anos, acabou se transferindo para o Groningen, da Holanda, por cerca de 800 mil euros, uma quantia muito baixa para os padrões atuais do futebol. No Groningen, permaneceu por apenas uma temporada, marcando 15 gols em 37 jogos, sendo 10 deles pela Eredivisie. Após apenas um ano no clube, rapidamente chamou a atenção dos grandes clubes do país, não só pelos gols, mas também pela sua técnica apurada.

### Ajax

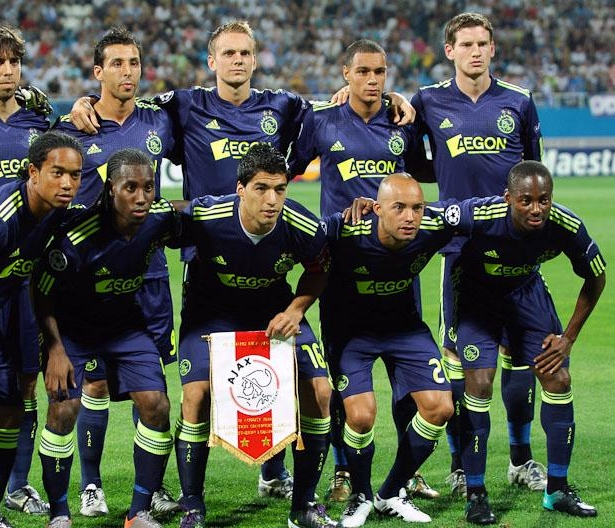
Suárez (com a flâmula do Ajax) em 2010

Um ano após sua chegada ao Groningen e após uma ótima temporada pelo clube, foi vendido para o Ajax por 7,5 milhões de euros em agosto de 2007.
Suárez fez sua estreia oficial pela equipe nas fase eliminatória da Liga dos Campeões, em partida contra o Slavia Praga. Logo em sua estreia pela Eredivisie, marcou um gol, fez três assistências e ganhou uma penalidade, ajudando o Ajax a vencer o recém-promovido De Graafschap por 8–1. Na sua estreia em casa, na Amsterdam Arena, ele marcou mais dois contra Heerenveen, dando sequência ao excelente início de sua passagem pelo clube. Em seguida, foi o autor de um hat-trick no jogo contra o Willem II, para atingir a marca de 14 gols em 27 partidas. Terminou sua primeira temporada pelo Ajax com 22 gols em 44 partidas.
Suárez causou um impacto imediato no clube de Amesterdão ao atuar como segundo atacante, auxiliando os centroavantes da equipe — inicialmente, Klaas-Jan Huntelaar, seguido por Marko Pantelić e Mounir El Hamdaoui. Com a chegada do treinador Martin Jol e a saída de Thomas Vermaelen para o Arsenal, em 2009, Suárez tornou-se o capitão do Ajax.
Ao fim da temporada 2009–10, Suárez foi nomeado Futebolista Holandês do Ano, prêmio entregue ao melhor jogador atuando no país, e terminou a temporada como artilheiro da Eredivisie, com 35 gols em 33 partidas (49 gols em todas as competições). Ainda nesse ano, ele se tornou membro de um seleto grupo de jogadores que já marcaram mais de 100 gols pelo Ajax, juntando-se à nomes como Johann Cruyff, Marco van Basten, Dennis Bergkamp e Klaas-Jan Huntelaar.
Após o destaque na Copa do Mundo FIFA de 2010, Suárez chamou ainda mais a atenção dos grandes clubes europeus, e permaneceu no Ajax até a metade da temporada 2010–11.

### Liverpool

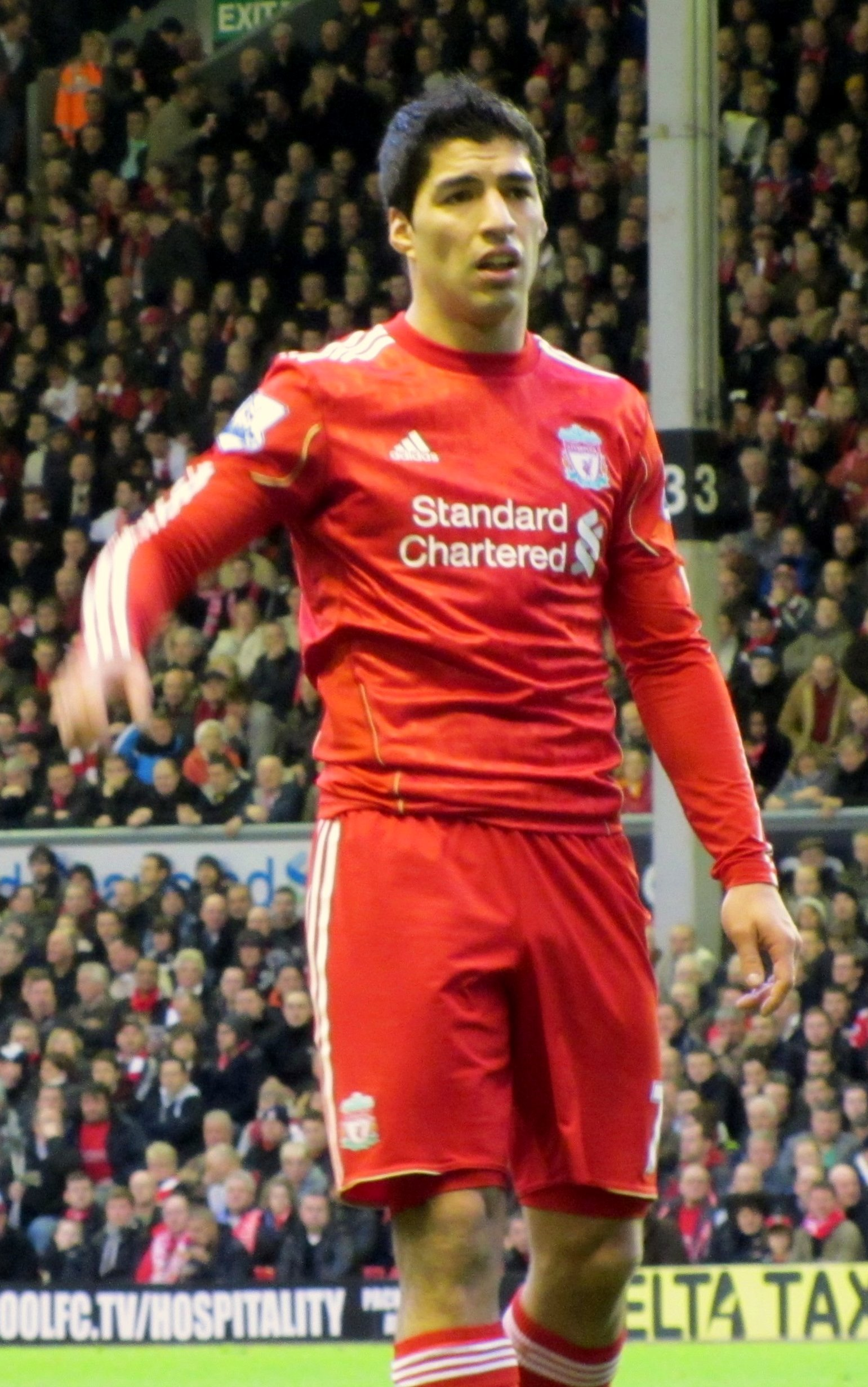
Suárez atuando pelo Liverpool em 2011

No dia 28 de janeiro de 2011, foi confirmada sua transferência para o Liverpool por 22,8 milhões de libras (26,5 milhões de euros ou 60,8 milhões de reais). Ele chegou com a função de substituir Fernando Torres, que havia sido negociado com o Chelsea.
No dia 2 de fevereiro de 2011, em sua primeira partida pelos Reds, marcou um dos gols na vitória por 2 a 0 sobre o Stoke City. Rapidamente tornou-se um dos principais jogadores da equipe, marcando muitos gols e principalmente com assistências, e finalizou a sua primeira temporada no futebol inglês com quatro gols em 13 jogos, além de cinco assistências. Como chegou na janela de transferências do inverno europeu, Suárez atuou pelo Liverpool apenas durante o segundo turno da temporada 2010–11.
Após uma temporada 2011–12 bastante frustrante para o Liverpool na Premier League, onde o clube conseguiu apenas uma 8.ª colocação, Suárez foi o grande destaque na campanha do título da Copa da Liga Inglesa. Finalizou a temporada com um total de 17 gols em 39 jogos.
Iniciou sua melhor temporada até hoje pelo Liverpool, a de 2012–13, marcando gols contra Manchester City, Sunderland, Everton, Newcastle e Chelsea, além de um hat-trick contra o Norwich City e dois contra o Wigan Athletic, assumindo a artilharia da Premier League na 12.ª rodada.

#### Incidente
No jogo contra o Manchester United, Luiz Suárez se envolveu em uma polêmica com Patrice Evra, lateral do Manchester United. Segundo o lateral, Suárez o ofendeu com palavras racistas. Evra posteriormente denunciou o atacante à Federação Inglesa de Futebol. Suárez então foi punido com a suspensão por oito jogos e mais 40 mil libras (115 mil reais) de multa. Em sua defesa, o atacante afirmou que chamou o lateral de "preto", mas não de forma preconceituosa. Em nota oficial, Suárez pediu desculpas a Evra.

#### Pós-incidente
No dia 29 de setembro de 2012, Suárez fez um hat-trick contra o Norwich na goleada por 5–2. Já no dia 4 de novembro, Luisito marcou um gol no empate contra o Newcastle por 1–1 no Anfield. Fez outro após cobrança de escanteio contra o Chelsea, em um empate por 1–1 no Stamford Bridge, no dia 11 de novembro. Já no dia 30 de dezembro, fez dois gols na vitória por 3–0 contra o Queens Park Rangers.
Suárez marcou mais duas vezes no dia 2 de janeiro de 2013, batendo o Sunderland por 3–0. Já no dia 6 de janeiro, fez um gol que garantiu a vitória por 2–1 sobre o Mansfield Town, pela Copa da Inglaterra. No dia 17 de fevereiro, marcou um gol aos 36 minutos do primeiro tempo e viu sua equipe golear o Swansea por 5–0. Marcou um gol no clássico contra o Arsenal, no dia 30 de janeiro, no empate por 2–2 fora de casa. No dia 21 de fevereiro fez dois gols de falta contra o Zenit, pela Liga Europa, garantindo a vitória por 3–1, mas o Liverpool acabou eliminado por ter perdido o primeiro jogo por 2–0. Marcou um hat-trick no dia 2 de março contra o Wigan Athletic, em uma grande vitória por 4–0 fora de casa. Já no dia 10 de março, marcou o primeiro gol do Liverpool na vitória de virada sobre o Tottenham, por 3–2, que teve gol do capitão Steven Gerrard no final da partida.
No dia 21 de abril, fez um gol aos 51 minutos do segundo tempo contra o Chelsea, empatando o jogo em 2–2 após cometer um pênalti no que resultou no segundo gol dos Blues. Ainda nessa partida, Suárez voltou a se envolver em uma polêmica: o atacante, enquanto tentava se desvencilhar da marcação do zagueiro Branislav Ivanović, mordeu o rival. Esta não foi a primeira vez que o uruguaio participou de um lance envolvendo mordidas; ainda quando atuava pelo Ajax, em jogo contra o PSV Eindhoven, ele agrediu de maneira similar o meio-campista Otman Bakkal.
Na temporada 2013–14, Luisito fez uma ótima temporada sendo o artilheiro, líder de assistências e levando o Liverpool a briga pelo título da Premier League, que não vinha desde 1990–91. Teve grande atuação no dia 4 de dezembro de 2013, quando marcou quatro gols na goleada por 5–1 sobre o Norwich. O uruguaio formou um bom trio de ataque ao lado de Daniel Sturridge e Raheem Sterling. O título inglês, no entanto, ficou com o Manchester City.

### Barcelona

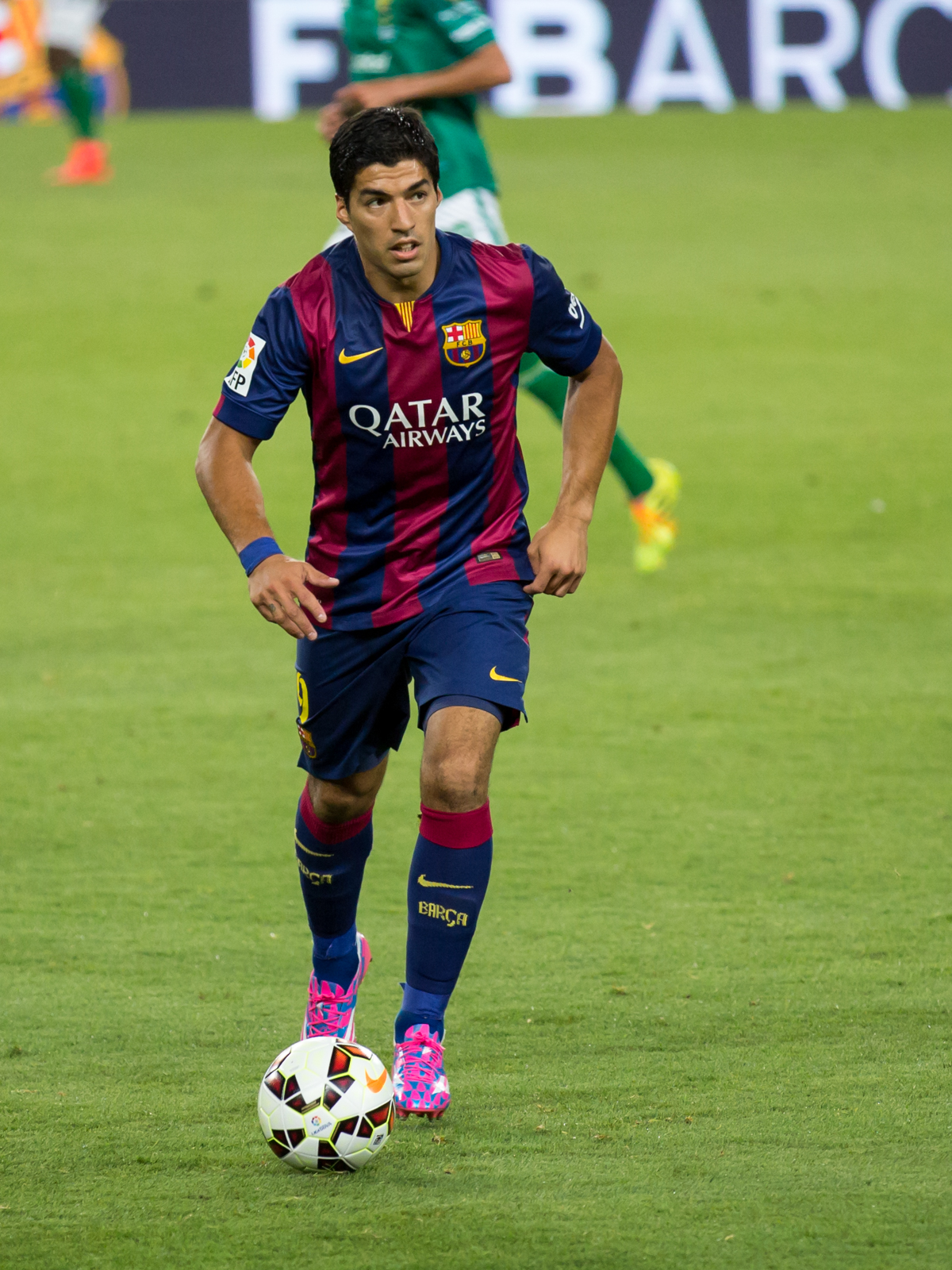
Suárez atuando pelo Barcelona em 2014

Foi anunciado pelo Barcelona no dia 11 de julho de 2014, assinando por cinco temporadas. O uruguaio recebeu a camisa 9.
Sua estreia oficial foi no dia 25 de outubro, no El Clásico contra o Real Madrid. Na ocasião, Suárez participou de jogada que resultou no gol de Neymar, mas viu o time catalão perder de virada por 3–1.
Suárez se encaixou muito bem no elenco do Barça e tornou-se um dos principais jogadores da equipe, formando um trio ofensivo ao lado de Lionel Messi e Neymar. Foi campeão do Campeonato Espanhol, da Liga dos Campeões da UEFA e da Copa do Rei. Ao fim da temporada 2014–15 foi um dos três finalistas do prêmio de Melhor Jogador da Temporada.
Foi o artilheiro da Copa do Mundo de Clubes da FIFA de 2015, com cinco gols, e eleito o melhor jogador da competição. Marcou os três gols da vitória contra o Guangzhou Evergrande na semifinal e dois contra o River Plate na final, tornando-se o maior artilheiro do certame em uma mesma edição.
Se destacou na vitória sobre o Athletic Bilbao por 6–0 em partida válida pelo Campeonato Espanhol, onde marcou um hat-trick e sofreu um pênalti logo nos primeiros três minutos da partida. No dia 3 de fevereiro de 2016, marcou quatro gols numa sonora goleada sobre o Valencia por 7–0 pela semifinal da Copa do Rei, chegando a marca de 35 gols em 33 partidas na temporada 2015–16. Suárez recuperou a artilharia do Campeonato Espanhol, alcançando a marca de 23 gols, ao marcar três gols na goleada sobre o Celta de Vigo por 6–1 no Camp Nou, um deles bem inusitado. Em cobrança de pênalti, Messi tocou para a direita, ao invés de bater, enganando toda a defesa do Celta, deixando o uruguaio livre para fazer quatro a um no placar. Essa cobrança foi uma homenagem ao ex-jogador e ídolo do Barcelona, Cruyff, que popularizou esse tipo de cobrança nos anos 80.
Depois de algumas atuações ruins contra Real Madrid e Atlético de Madrid, que acabou na eliminação do clube catalão da Liga dos Campeões, o jogador voltou a brilhar espantando a crise do Barcelona, marcando quatro gols na sonora goleada sobre o frágil Deportivo La Coruña por 8–0. Suárez encerrou sua segunda temporada pelo Barcelona com incríveis 59 gols marcados, sendo artilheiro do Campeonato Espanhol, com 40 gols, da Copa do Rei, com cinco gols, e artilheiro de sua equipe na Liga dos Campeões, com oito gols marcados.
O uruguaio continuou com tudo no início da temporada 2016–17. Logo no primeiro jogo, foi ele quem abriu o placar da vitória fora de casa por 2–0 sobre o Sevilla, pelo jogo de ida da decisão da Supercopa da Espanha. Já na primeira rodada da La Liga, fez um hat-trick e ajudou na goleada sobre o Real Betis, no Camp Nou, por 6–2.
Suárez realizou sua 100.ª aparição pelo Barcelona em uma derrota por 2–1 em casa para o Alavés. Apesar de ser incapaz de ajudar na marcação, o atacante reivindicou a distinção de marcar gols e conseguiu auxiliar mais do que Cristiano Ronaldo e Lionel Messi em seus primeiros 100 jogos na Espanha. Suárez contribuiu com 88 gols e 43 assistências em seus primeiros 100 jogos pelo Barça, em comparação com os 95 gols e 29 assistências de Ronaldo, e os 41 gols e 14 assistências de Messi. No dia 13 de setembro, o uruguaio abriu a conta da Liga dos Campeões com dois gols em uma estrondosa goleada por 7–0 contra o Celtic. Dias depois, marcou mais uma vez na vitória por 5–1 contra o Leganés.
No dia 11 de janeiro de 2017, Suárez marcou seu 100.º gol pelo Barcelona contra o Athletic Bilbao, em jogo válido pela Copa do Rei. Já no dia 7 de fevereiro, contra o Atlético de Madri, pela semifinal da Copa do Rei, o atacante marcou e depois foi expulso por um segundo amarelo, por ter cometido uma suposta falta em Koke. Em uma entrevista após o jogo, o jogador declarou que estava fortemente em desacordo com a decisão e desejava revertê-la, afirmando: "Estou rindo do segundo amarelo, não é mesmo uma falta. Eu não fiz absolutamente nada. Espero que o clube vá apelar."
Suárez viveu sua maior seca pelo Barça na temporada 2017–18, marcando somente três gols e chegando a ficar 393 minutos sem balançar as redes. Durante uma entrevista, o uruguaio fez questão de afirmar que não era culpa do treinador Ernesto Valverde. No dia 18 de novembro, em uma vitória por 3–0 contra o Leganés, o atacante marcou um dos gols e encerrou assim o seu maior jejum.
Em 5 de julho de 2020, na vitória por 4–0 contra o Villarreal, Suárez empatou o número de gols de László Kubala e tornou-se o terceiro maior artilheiro da história do Barcelona.

### Atlético de Madrid

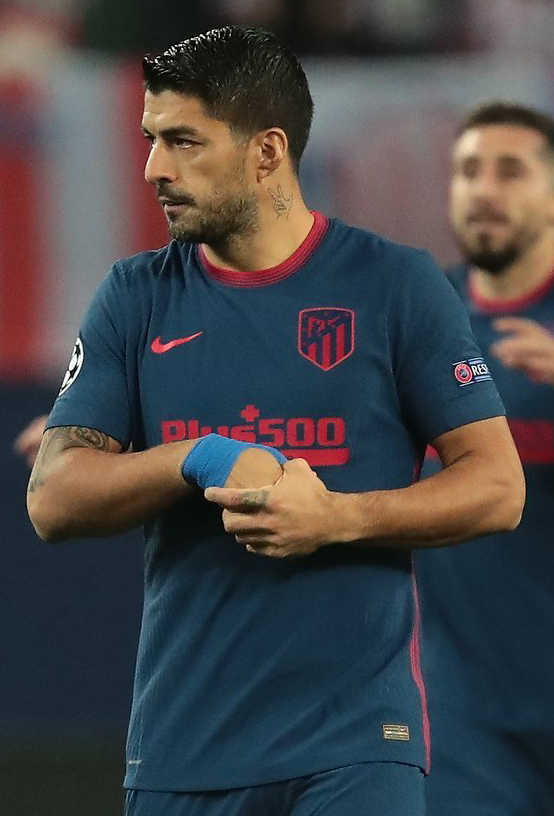
Suárez no

Depois de quase acertar com a Juventus, o atacante foi anunciado pelo Atlético de Madrid no dia 23 de setembro de 2020, assinando um contrato de dois anos com o clube espanhol. Estreou pela equipe no dia 27 de setembro, marcando dois gols e dando uma assistência para Marcos Llorente na vitória em casa por 6–1 contra o Granada, válida pela La Liga.
Conquistou o Campeonato Espanhol no dia 22 de maio de 2021, seu único título pelo Atlético. Suárez marcou o gol decisivo que garantiu a virada por 1–2 contra o Valladolid, fora de casa. O atacante foi peça fundamental na conquista, tendo marcado 21 gols na competição.
Em sua última temporada pelo Atlético de Madrid, Suárez marcou 13 gols e deu três assistências em 45 jogos.

### Retorno ao Nacional
Após muita especulação e até mesmo uma campanha nas redes sociais, Suárez e o Nacional anunciaram, no dia 27 de julho, um pré-acordo para o retorno do atacante. O jogador firmou um contrato de apenas três meses, focado no período que antecederia à Copa do Mundo. Em 30 de outubro, marcou dois gols na decisão contra o Liverpool-URU, conquistando o Campeonato Uruguaio. Após a partida, confirmou sua saída do clube. Em sua segunda passagem, disputou dezesseis jogos e marcou oito gols.

### Grêmio

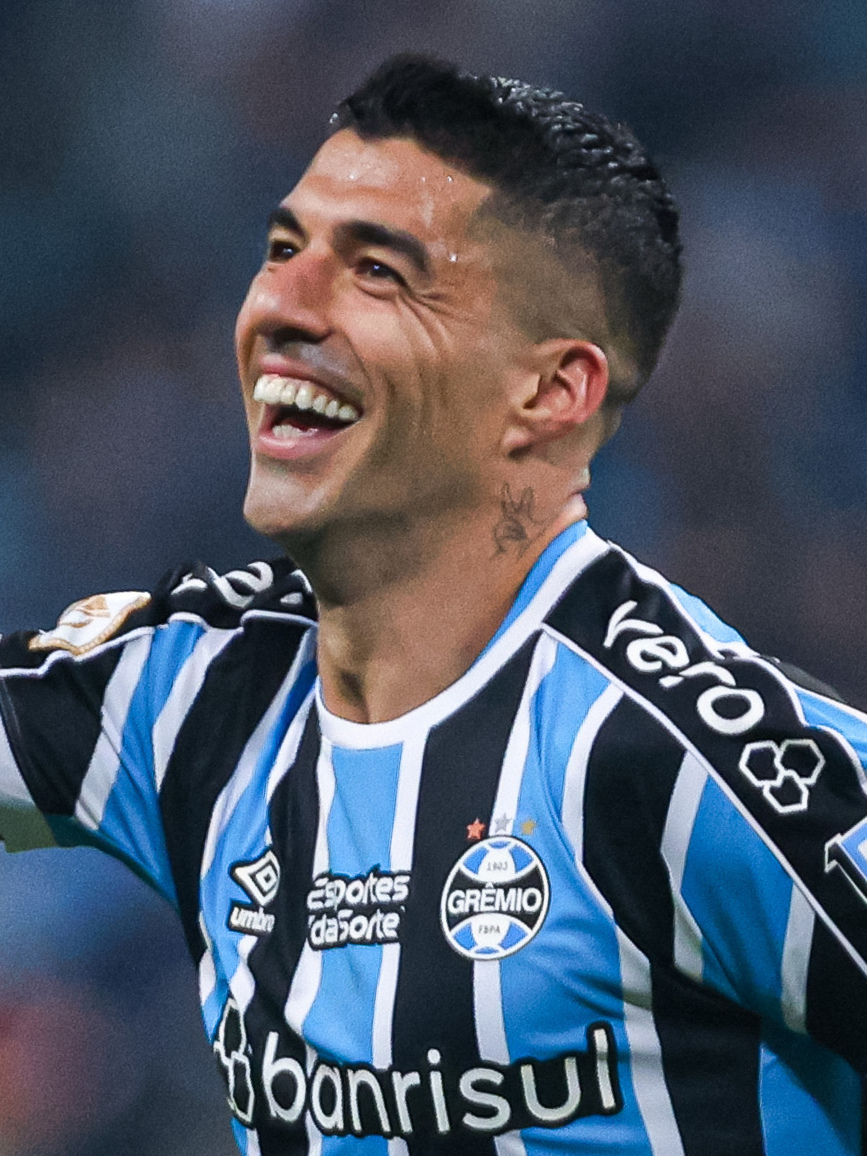
Luis Suárez atuando pelo Grêmio em 2023.

Foi anunciado oficialmente como reforço do Grêmio no dia 31 de dezembro de 2022, assinando contrato válido por duas temporadas e com um dos maiores salários do futebol brasileiro. Suárez iniciou a trajetória pelo clube de forma incrível: logo em sua estreia, no dia 17 de janeiro de 2023, contra o São Luiz, marcou seu primeiro gol aos 4 minutos, numa bonita finalização por cobertura. O atacante ainda marcou mais dois gols no primeiro tempo, estreando pela equipe tricolor com um hat-trick, sendo essa a primeira vez em que marcou três gols numa estreia. Além da grande atuação, o uruguaio também tornou-se o primeiro jogador da história da Recopa Gaúcha a anotar três gols em uma única edição. Com a vitória por 4–1, o Grêmio sagrou-se campeão da Recopa Gaúcha e Suárez conquistou seu primeiro título pelo clube.
O jogador voltou a balançar as redes no jogo seguinte, no dia 21 de janeiro, garantindo a vitória por 2–1 contra o Caxias, válida pelo Campeonato Gaúcho. Conquistou seu segundo título pelo Grêmio no dia 8 de abril, após mais uma vitória contra o Caxias. Com o triunfo por 1 a 0, em que o atacante foi o autor do gol, o tricolor sagrou-se hexacampeão do Gauchão. Suárez coroou sua boa participação na competição três dias depois, sendo selecionado pela Federação Gaúcha para a Seleção do Campeonato Gaúcho.
Em 9 de novembro, Suárez marcou três gols  na vitória do Grêmio por 4 a 3 sobre o Botafogo, pelo Campeonato Brasileiro em São Januário. Terminou o Campeonato Brasileiro com 17 gols e 11 assistências, somando 28 participações em gols em 33 jogos. Foi o líder em participações em gols da competição, levando o Grêmio ao vice campeonato. Recebeu a Bola de Ouro da ESPN (Brasil) e o Troféu Mesa Redonda da TV Gazeta como o melhor jogador do Campeonato Brasileiro.
Ao fim de 2023, Suárez deixou o Grêmio depois de um ano de destaque, em que ele marcou 29 gols e deu 17 assistências em 54 jogos.

### Inter Miami

#### 2024
Em 22 de dezembro de 2023, o Inter Miami anunciou a contratação de Suárez. O contrato é válido por uma temporada. De acordo com o jornalista Fabrizio Romano, há um acordo para possível renovação por mais uma temporada. Em 29 de janeiro de 2024, Luis Suárez marcou seu primeiro gol pelo Inter Miami na derrota por 4 a 3 para o Al-Hilal, jogo foi válido pelo torneio amistoso Riyadh Season Cup, que marcou a inauguração da Kingdom Arena.
Em 28 de dezembro, Suárez foi um dos quatro indicados ao prêmio Rei da América, concedido pelo jornal uruguaio El País. Os outros indicados foram Jhon Arias, Germán Cano e Nicolás de la Cruz.
Em 4 de maio, Luis Suárez anotou um hat-trick na vitória do Inter Miami por 6 a 2, contra o New York Red Bulls. Ele chegou à marca de 501 gols por clubes na carreira.

## Seleção Nacional

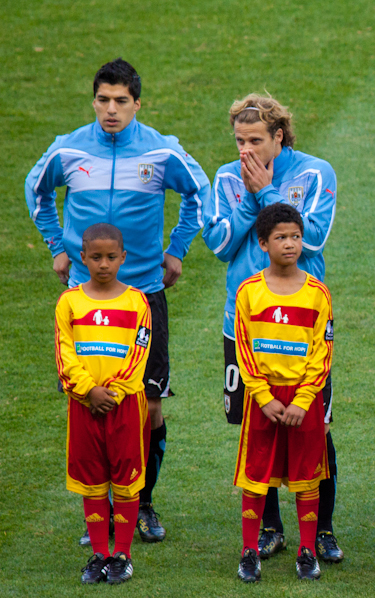
Suárez (esquerda) e Forlán, parceiros de ataque durante a Copa do Mundo FIFA de 2010

Após representar o Uruguai nas categorias Sub-20 e Sub-23, estreou pela Seleção Uruguaia principal no dia 8 de fevereiro de 2007, contra a Colômbia, durante as Eliminatórias da Copa do Mundo FIFA de 2010. Foi titular durante a maioria dos jogos, geralmente formando dupla de ataque com Diego Forlán.
Vivendo excelente fase no Ajax, foi convocado pelo treinador Óscar Tabárez para integrar o elenco da Seleção Uruguaia que disputou a Copa do Mundo FIFA de 2010.
Foi titular durante toda a Copa do Mundo, marcando o gol da vitória sobre o México, que garantiu a primeira colocação da celeste no Grupo A. Marcou ainda os dois gols da vitória por 2–1 sobre a Coreia do Sul, nas oitavas de final. No jogo seguinte, chamou a atenção por um lance bizarro: Uruguai e Gana empatavam em 1–1 pelas quartas de final, quando no último minuto de jogo, com o goleiro uruguaio já batido no lance, Suárez pulou e "defendeu" com as mãos uma bola cabeceada pela equipe de Gana e assim, foi expulso. Porém, os ganeses perderam o pênalti, e os uruguaios venceram na disputa de penalidades após o fim da prorrogação. Conclusão: Suárez foi expulso, mas terminou como o herói que fez um sacrifício que valeu a pena, já que um gol no último minuto eliminaria o Uruguai. A Celeste terminou com a quarta colocação, perdendo para os Países Baixos nas semifinais e para a Alemanha na disputa do terceiro lugar.

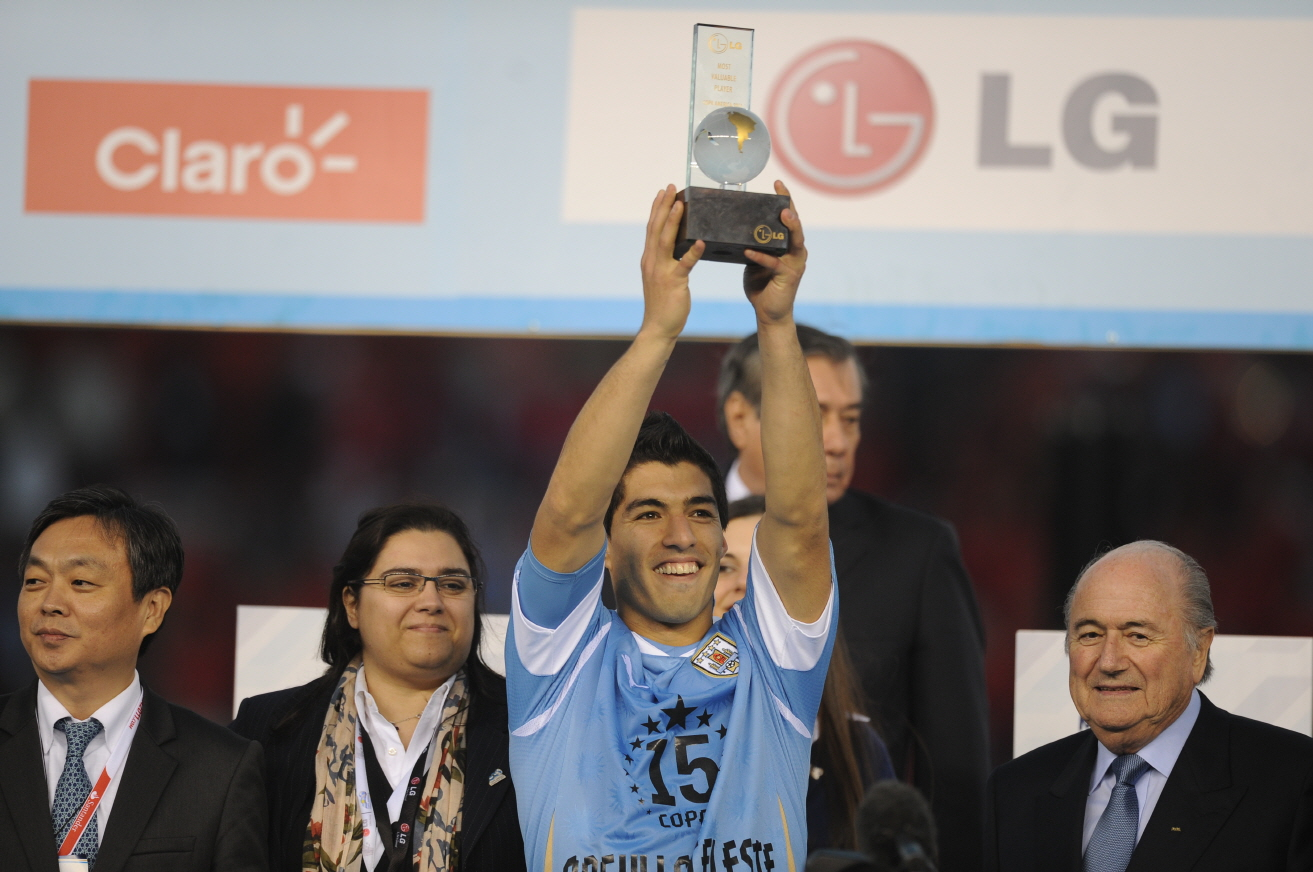
Luis Suárez ergue o troféu de melhor jogador da Copa América de 2011

Um ano após a Copa do Mundo, foi uma das principais peças na campanha do título uruguaio da Copa América de 2011, novamente formando dupla de ataque com Forlán. Luisito foi o vice-artilheiro do torneio com quatro gols, atrás apenas do peruano Paolo Guerrero. Suárez fez parte dos três gols do Uruguai sobre a Polônia, em uma vitória por 3–1. Aos 22 minutos, a estrela do Liverpool cruzou do lado esquerdo, Edinson Cavani tentou chutar, mas o zagueiro Kamil Glik chegou antes na bola e tocou contra a própria meta.[carece de fontes?] O segundo gol uruguaio, feito aos 34 minutos, foi uma pintura. Nicolás Lodeiro achou espaço mínimo entre dois poloneses e tocou para Suárez. O atacante se livrou do primeiro marcador com um lençol e em seguida jogou a bola entre as pernas do segundo defensor, que apareceu para tentar roubar a bola. Após os dribles, o jogador cruzou na medida para Cavani concluir. Na segunda etapa a Polônia diminuiu aos 19 minutos com um bom chute de Ludovic Obraniak de fora da área. Um minuto depois, Martín Cáceres fez um lançamento para Suárez do campo defensivo. A zaga estava desatenta, e o atacante avançou para driblar o goleiro e fazer o terceiro para a Celeste. Marcou um gol contra o Paraguai em 22 de março de 2013, abrindo o placar para sua equipe pela Eliminatórias da Copa do Mundo FIFA de 2014.[carece de fontes?] O jogo terminou em 1–1.

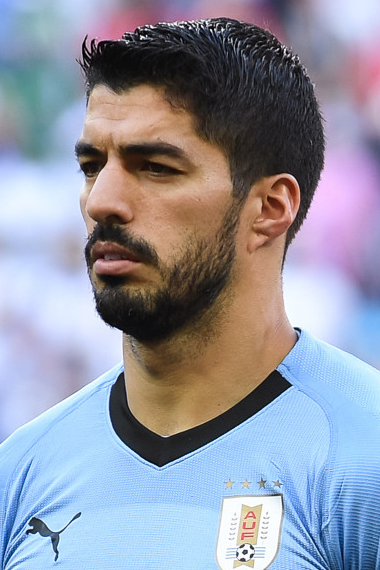
Suárez na Copa do Mundo de 2018

Pela Copa do Mundo FIFA de 2014, Suárez ficou de fora do primeiro jogo entre Uruguai e Costa Rica, poupando-se após uma cirurgia no joelho. Estreou diante da Inglaterra, sendo o herói do jogo com dois gols marcados na vitória por 2–1.
Na partida contra a Itália, envolveu-se em um incidente com o zagueiro italiano Giorgio Chiellini, mordendo o ombro do adversário durante a partida. Foi julgado pelo Comitê Disciplinar da FIFA e, por ser reincidente, foi suspenso por nove jogos, banido por quatro meses de qualquer atividade relacionada ao futebol, ficando não apenas fora dos jogos restantes da copa, como também impedido de permanecer na concentração com seus colegas. Ele também foi multado em 100 mil francos suíços.
Retornou à Seleção somente em 24 de março de 2016, na partida contra o Brasil, pelas Eliminatórias da Copa do Mundo FIFA de 2018, e marcou o gol de empate que definiu o placar em 2–2.
Foi peça importante da boa campanha uruguaia na Copa do Mundo FIFA de 2018, caindo nas quartas de final para a França. Marcou o gol da vitória sobre a Arábia Saudita, ainda na segunda rodada da fase de grupos, e também fez o gol que abriu a goleada de 3–0 sobre a Rússia, cobrando falta por debaixo da barreira. Nas oitavas de final, deu assistência para um dos gols de Edinson Cavani na vitória por 2–1 sobre Portugal.
Em 2022, o jogador disputou sua última Copa do Mundo com a camisa da Seleção Uruguaia, mas não conseguiu impedir a eliminação da Celeste na fase de grupos.

## Estatísticas

### Clubes
| Equipe             | Temporada         | Campeonato nacional | Campeonato nacional | Campeonato nacional | Copa nacional | Copa nacional | Copa nacional | Competições continentais | Competições continentais | Competições continentais | Outros torneios | Outros torneios | Outros torneios | Total | Total | Total   |
| Equipe             | Temporada         | Jogos               | Gols                | Assist.             | Jogos         | Gols          | Assist.       | Jogos                    | Gols                     | Assist.                  | Jogos           | Gols            | Assist.         | Jogos | Gols  | Assist. |
| ------------------ | ----------------- | ------------------- | ------------------- | ------------------- | ------------- | ------------- | ------------- | ------------------------ | ------------------------ | ------------------------ | --------------- | --------------- | --------------- | ----- | ----- | ------- |
| Nacional           | 2005–06           | 27                  | 10                  | 4                   | —             | —             | —             | 3                        | 0                        | —                        | 4               | 2               | —               | 34    | 12    | 4       |
| Nacional           | 2022              | 14                  | 8                   | 3                   | —             | —             | —             | 2                        | 0                        | —                        | —               | —               | —               | 16    | 8     | 3       |
| Nacional           | Total             | 41                  | 18                  | 7                   | —             | —             | —             | 5                        | 0                        | —                        | 4               | 2               | —               | 50    | 20    | 7       |
| Groningen          | 2006–07           | 29                  | 10                  | 6                   | 2             | 1             | 0             | 2                        | 1                        | 0                        | 4               | 3               | 0               | 37    | 15    | 6       |
| Groningen          | Total             | 29                  | 10                  | 6                   | 2             | 1             | 0             | 2                        | 1                        | 0                        | 4               | 3               | 0               | 37    | 15    | 6       |
| Ajax               | 2007–08           | 33                  | 17                  | 4                   | 3             | 2             | 0             | 4                        | 1                        | 0                        | 4               | 2               | 0               | 44    | 22    | 4       |
| Ajax               | 2008–09           | 31                  | 22                  | 14                  | 2             | 1             | 0             | 10                       | 5                        | 2                        | 0               | 0               | 0               | 43    | 28    | 16      |
| Ajax               | 2009–10           | 33                  | 35                  | 14                  | 6             | 8             | 0             | 9                        | 6                        | 2                        | 0               | 0               | 0               | 48    | 49    | 16      |
| Ajax               | 2010–11           | 13                  | 7                   | 0                   | 1             | 1             | 0             | 9                        | 4                        | 3                        | 1               | 0               | 0               | 24    | 12    | 3       |
| Ajax               | Total             | 110                 | 81                  | 32                  | 12            | 12            | 0             | 32                       | 16                       | 7                        | 5               | 2               | 0               | 159   | 111   | 39      |
| Liverpool          | 2010–11           | 13                  | 4                   | 5                   | 0             | 0             | 0             | 0                        | 0                        | 0                        | 0               | 0               | 0               | 13    | 4     | 5       |
| Liverpool          | 2011–12           | 31                  | 11                  | 6                   | 8             | 6             | 5             | 0                        | 0                        | 0                        | 0               | 0               | 0               | 39    | 17    | 11      |
| Liverpool          | 2012–13           | 33                  | 23                  | 11                  | 3             | 3             | 0             | 8                        | 4                        | 2                        | 0               | 0               | 0               | 44    | 30    | 13      |
| Liverpool          | 2013–14           | 33                  | 31                  | 12                  | 4             | 0             | 3             | 0                        | 0                        | 0                        | 0               | 0               | 0               | 37    | 31    | 15      |
| Liverpool          | Total             | 110                 | 69                  | 34                  | 15            | 9             | 8             | 8                        | 4                        | 2                        | 0               | 0               | 0               | 133   | 82    | 44      |
| Barcelona          | 2014–15           | 27                  | 16                  | 17                  | 6             | 2             | 4             | 10                       | 7                        | 3                        | 0               | 0               | 0               | 43    | 25    | 24      |
| Barcelona          | 2015–16           | 35                  | 40                  | 19                  | 4             | 5             | 1             | 9                        | 8                        | 4                        | 5               | 6               | 2               | 53    | 59    | 26      |
| Barcelona          | 2016–17           | 35                  | 29                  | 13                  | 6             | 3             | 1             | 9                        | 3                        | 3                        | 1               | 1               | 0               | 51    | 37    | 17      |
| Barcelona          | 2017–18           | 33                  | 25                  | 12                  | 6             | 5             | 2             | 10                       | 1                        | 3                        | 2               | 0               | 0               | 51    | 31    | 16      |
| Barcelona          | 2018–19           | 33                  | 22                  | 6                   | 5             | 3             | 1             | 10                       | 1                        | 3                        | 1               | 0               | 0               | 49    | 25    | 10      |
| Barcelona          | 2019–20           | 28                  | 16                  | 8                   | 0             | 0             | 0             | 7                        | 5                        | 2                        | 1               | 0               | 1               | 36    | 21    | 12      |
| Barcelona          | Total             | 191                 | 147                 | 75                  | 27            | 19            | 9             | 55                       | 25                       | 18                       | 10              | 7               | 3               | 283   | 198   | 105     |
| Atlético de Madrid | 2020–21           | 32                  | 21                  | 3                   | 0             | 0             | 0             | 6                        | 0                        | 0                        | 0               | 0               | 0               | 38    | 21    | 3       |
| Atlético de Madrid | 2021–22           | 35                  | 11                  | 3                   | 2             | 1             | 0             | 7                        | 1                        | 0                        | 1               | 0               | 0               | 45    | 13    | 3       |
| Atlético de Madrid | Total             | 67                  | 32                  | 6                   | 2             | 1             | 0             | 13                       | 1                        | 0                        | 1               | 0               | 0               | 83    | 34    | 6       |
| Grêmio             | 2023              | 32                  | 17                  | 11                  | 8             | 2             | 3             | —                        | —                        | —                        | 13              | 10              | 3               | 54    | 29    | 17      |
| Grêmio             | Total             | 32                  | 17                  | 11                  | 8             | 2             | 3             | —                        | —                        | —                        | 13              | 10              | 3               | 54    | 29    | 17      |
| Inter Miami        | 2024              | 6                   | 4                   | 3                   | 0             | 0             | 0             | 2                        | 2                        | 2                        | —               | —               | —               | 8     | 6     | 5       |
| Inter Miami        | Total             | 6                   | 4                   | 3                   | 0             | 0             | 0             | 2                        | 2                        | 2                        | —               | —               | —               | 8     | 28    | 5       |
| Total na carreira  | Total na carreira | 586                 | 378                 | 174                 | 66            | 44            | 20            | 117                      | 49                       | 29                       | 37              | 24              | 6               | 807   | 517   | 229     |

### Seleção Nacional
| Ano   |       |      |
| Ano   | Jogos | Gols |
| ----- | ----- | ---- |
| 2007  | 6     | 2    |
| 2008  | 10    | 4    |
| 2009  | 12    | 3    |
| 2010  | 11    | 7    |
| 2011  | 13    | 10   |
| 2012  | 8     | 4    |
| 2013  | 16    | 9    |
| 2014  | 6     | 5    |
| 2016  | 8     | 3    |
| 2017  | 5     | 2    |
| 2018  | 11    | 6    |
| 2019  | 7     | 4    |
| 2020  | 3     | 4    |
| 2021  | 12    | 2    |
| 2022  | 9     | 3    |
| 2023  | 1     | 0    |
| 2024  | 5     | 1    |
| Total | 143   | 69   |

|     | Data                   | Local                                | Adversário     | Gol | Resultado | Competição                  |
| --- | ---------------------- | ------------------------------------ | -------------- | --- | --------- | --------------------------- |
| 1.  | 13 de outubro de 2007  | Montevideo, Uruguai                  | Bolívia        | 1–0 | 5–0       | Elim. Copa do Mundo de 2010 |
| 2.  | 18 de novembro de 2007 | Montevideo, Uruguai                  | Chile          | 1–0 | 2–2       | Elim. Copa do Mundo de 2010 |
| 3.  | 6 de fevereiro de 2008 | Montevideo, Uruguai                  | Colômbia       | 2–2 | 2–2       | Amistoso                    |
| 4.  | 25 de maio de 2008     | Bochum, Alemanha                     | Turquia        | 1–0 | 3–2       | Amistoso                    |
| 5.  | 25 de maio de 2008     | Bochum, Alemanha                     | Turquia        | 2–2 | 3–2       | Amistoso                    |
| 6.  | 28 de maio de 2008     | Oslo, Noruega                        | Noruega        | 1–1 | 2–2       | Amistoso                    |
| 7.  | 10 de junho de 2009    | Puerto Ordaz, Venezuela              | Venezuela      | 1–1 | 2–2       | Elim. Copa do Mundo de 2010 |
| 8.  | 9 de setembro de 2009  | Montevideo, Uruguai                  | Colômbia       | 1–0 | 3–1       | Elim. Copa do Mundo de 2010 |
| 9.  | 10 de outubro de 2009  | Quito, Equador                       | Equador        | 1–1 | 2–1       | Elim. Copa do Mundo de 2010 |
| 10. | 3 de março de 2010     | St. Gallen, Suíça                    | Suíça          | 2–1 | 3–1       | Amistoso                    |
| 11. | 22 de junho de 2010    | Rustenburg, África do Sul            | México         | 1–0 | 1–0       | Copa do Mundo de 2010       |
| 12. | 26 de junho de 2010    | Port Elizabeth, África do Sul        | Coreia do Sul  | 1–0 | 2–1       | Copa do Mundo de 2010       |
| 13. | 26 de junho de 2010    | Port Elizabeth, África do Sul        | Coreia do Sul  | 2–1 | 2–1       | Copa do Mundo de 2010       |
| 14. | 8 de outubro de 2010   | Jakarta, Indonésia                   | Indonésia      | 2–1 | 7–1       | Amistoso                    |
| 15. | 8 de outubro de 2010   | Jakarta, Indonésia                   | Indonésia      | 3–1 | 7–1       | Amistoso                    |
| 16. | 8 de outubro de 2010   | Jakarta, Indonésia                   | Indonésia      | 5–1 | 7–1       | Amistoso                    |
| 17. | 8 de junho de 2011     | Montevidéu, Uruguai                  | Países Baixos  | 1–0 | 1–1       | Amistoso                    |
| 18. | 4 de julho de 2011     | San Juan, Argentina                  | Peru           | 1–1 | 1–1       | Copa América de 2011        |
| 19. | 19 de julho de 2011    | La Plata, Argentina                  | Peru           | 1–0 | 2–0       | Copa América de 2011        |
| 20. | 19 de julho de 2011    | La Plata, Argentina                  | Peru           | 2–0 | 2–0       | Copa América de 2011        |
| 21. | 24 de julho de 2011    | Buenos Aires, Argentina              | Paraguai       | 1–0 | 3–0       | Copa América de 2011        |
| 22. | 7 de outubro de 2011   | Montevidéu, Uruguai                  | Bolívia        | 1–0 | 4–2       | Elim. Copa do Mundo de 2014 |
| 23. | 11 de novembro de 2011 | Montevidéu, Uruguai                  | Chile          | 1–0 | 4–0       | Elim. Copa do Mundo de 2014 |
| 24. | 11 de novembro de 2011 | Montevidéu, Uruguai                  | Chile          | 2–0 | 4–0       | Elim. Copa do Mundo de 2014 |
| 25. | 11 de novembro de 2011 | Montevidéu, Uruguai                  | Chile          | 3–0 | 4–0       | Elim. Copa do Mundo de 2014 |
| 26. | 11 de novembro de 2011 | Montevidéu, Uruguai                  | Chile          | 4–0 | 4–0       | Elim. Copa do Mundo de 2014 |
| 27. | 25 de maio de 2012     | Moscou, Rússia                       | Rússia         | 1–0 | 1–1       | Amistoso                    |
| 28. | 10 de junho de 2012    | Montevidéu, Uruguai                  | Peru           | 1–0 | 4–2       | Elim. Copa do Mundo de 2014 |
| 29. | 16 de outubro de 2012  | La Paz, Bolívia                      | Bolívia        | 1–4 | 1–4       | Elim. Copa do Mundo de 2014 |
| 30. | 14 de novembro de 2012 | Gdańsk, Polônia                      | Polónia        | 3–1 | 3–1       | Amistoso                    |
| 31. | 22 de março de 2013    | Montevidéu, Uruguai                  | Paraguai       | 1–0 | 1–1       | Elim. Copa do Mundo de 2014 |
| 32. | 5 de junho de 2013     | Montevidéu, Uruguai                  | França         | 1–0 | 1–0       | Amistoso                    |
| 33. | 16 de junho de 2013    | Recife, Brasil                       | Espanha        | 1–2 | 1–2       | Copa das Confederações 2013 |
| 34. | 23 de junho de 2013    | Recife, Brasil                       | Taiti          | 7–0 | 8–0       | Copa das Confederações 2013 |
| 35. | 23 de junho de 2013    | Recife, Brasil                       | Taiti          | 8–0 | 8–0       | Copa das Confederações 2013 |
| 36. | 14 de agosto de 2013   | Rifu, Japão                          | Japão          | 3–0 | 4–2       | Amistoso                    |
| 37. | 6 de setembro de 2013  | Lima, Peru                           | Peru           | 1–0 | 2–1       | Elim. Copa do Mundo de 2014 |
| 38. | 6 de setembro de 2013  | Lima, Peru                           | Peru           | 2–0 | 2–1       | Elim. Copa do Mundo de 2014 |
| 39. | 15 de outubro de 2013  | Montevidéu, Uruguai                  | Argentina      | 2–1 | 3–2       | Elim. Copa do Mundo de 2014 |
| 40. | 19 de junho de 2014    | Arena Corinthians, São Paulo, Brasil | Inglaterra     | 1–0 | 2–1       | Copa do Mundo de 2014       |
| 41. | 19 de junho de 2014    | Arena Corinthians, São Paulo, Brasil | Inglaterra     | 2–1 | 2–1       | Copa do Mundo de 2014       |
| 42. | 13 de outubro de 2014  | Buraimi, Omã                         | Omã            | 1–0 | 3–0       | Amistoso                    |
| 43. | 13 de outubro de 2014  | Buraimi, Omã                         | Omã            | 2–0 | 3–0       | Amistoso                    |
| 44. | 13 de novembro de 2014 | Montevidéu, Uruguai                  | Costa Rica     | 1–1 | 3–3       | Amistoso                    |
| 45. | 25 de março de 2016    | Recife, Brasil                       | Brasil         | 2–2 | 2–2       | Elim. Copa do Mundo de 2018 |
| 46. | 6 de setembro de 2016  | Montevidéu, Uruguai                  | Paraguai       | 3–0 | 4–0       | Elim. Copa do Mundo de 2018 |
| 47. | 11 de outubro de 2016  | Barranquilla, Colômbia               | Colômbia       | 1–1 | 2–2       | Elim. Copa do Mundo de 2018 |
| 48. | 10 de outubro de 2017  | Montevidéu, Uruguai                  | Bolívia        | 3–1 | 4–2       | Elim. Copa do Mundo de 2018 |
| 49. | 10 de outubro de 2017  | Montevidéu, Uruguai                  | Bolívia        | 4–1 | 4–2       | Elim. Copa do Mundo de 2018 |
| 50. | 23 de março de 2018    | Nanning, China                       | Tchéquia       | 1–0 | 2–0       | Amistoso                    |
| 51. | 7 de junho de 2018     | Montevidéu, Uruguai                  | Uzbequistão    | 2–0 | 3–0       | Amistoso                    |
| 52. | 20 de junho de 2018    | Rostov do Don, Rússia                | Arábia Saudita | 1–0 | 1–0       | Copa do Mundo de 2018       |
| 53. | 25 de junho de 2018    | Samara, Rússia                       | Rússia         | 1–0 | 3–0       | Copa do Mundo de 2018       |
| 54. | 7 de setembro de 2018  | Houston, Estados Unidos              | México         | 2–1 | 4–1       | Amistoso                    |
| 55. | 7 de setembro de 2018  | Houston, Estados Unidos              | México         | 3–1 | 4–1       | Amistoso                    |
| 56. | 7 de junho de 2019     | Montevidéu, Uruguai                  | Panamá         | 2–0 | 3–0       | Amistoso                    |
| 57. | 16 de junho de 2019    | Belo Horizonte, Brasil               | Equador        | 3–0 | 4–0       | Copa América de 2019        |
| 58. | 20 de junho de 2019    | Porto Alegre, Brasil                 | Japão          | 1–1 | 2–2       | Copa América de 2019        |
| 59. | 18 de novembro de 2019 | Tel Aviv, Israel                     | Argentina      | 2–1 | 2–2       | Amistoso                    |
| 60. | 8 de outubro de 2020   | Montevidéu, Uruguai                  | Chile          | 1–0 | 2–1       | Elim. Copa do Mundo de 2022 |
| 61. | 13 de outubro de 2020  | Quito, Equador                       | Equador        | 1–4 | 2–4       | Elim. Copa do Mundo de 2022 |
| 62. | 13 de outubro de 2020  | Quito, Equador                       | Equador        | 2–4 | 2–4       | Elim. Copa do Mundo de 2022 |
| 63. | 13 de novembro de 2020 | Barranquilla, Colômbia               | Colômbia       | 2–0 | 3–0       | Elim. Copa do Mundo de 2022 |
| 64. | 21 de junho de 2021    | Cuiabá, Brasil                       | Chile          | 1–1 | 1–1       | Copa América de 2021        |
| 65. | 14 de outubro de 2021  | Manaus, Brasil                       | Brasil         | 1–3 | 1–4       | Elim. Copa do Mundo de 2022 |
| 66. | 27 de janeiro de 2022  | Assunção, Paraguai                   | Paraguai       | 1–0 | 1–0       | Elim. Copa do Mundo de 2022 |
| 67. | 1 de fevereiro de 2022 | Montevidéu, Uruguai                  | Venezuela      | 4–0 | 4–1       | Elim. Copa do Mundo de 2022 |
| 68. | 29 de março de 2022    | Santiago, Chile                      | Chile          | 1–0 | 2–0       | Elim. Copa do Mundo de 2022 |
| 69. | 13 de julho de 2024    | Charlotte, Estados Unidos            | Canadá         | 2–2 | 2(4)–(3)2 | Copa América de 2024        |

## Títulos
Nacional[carece de fontes?]
- Campeonato Uruguaio: 2005, 2005–06 e 2022

Ajax[carece de fontes?]
- Copa da Holanda: 2009–10
- Eredivisie: 2010–11

Liverpool[carece de fontes?]
- Copa da Liga Inglesa: 2011–12

Barcelona
- La Liga: 2014–15, 2015–16, 2017–18 e 2018–19[carece de fontes?]
- Copa do Rei: 2014–15, 2015–16, 2016–17 e 2017–18[carece de fontes?]
- Liga dos Campeões da UEFA: 2014–15[carece de fontes?]
- Supercopa da UEFA: 2015[carece de fontes?]
- Copa do Mundo de Clubes da FIFA: 2015[144]
- Supercopa da Espanha: 2016 e 2018[carece de fontes?]

Atlético de Madrid
- La Liga: 2020–21[145]

Grêmio
- Recopa Gaúcha: 2023[carece de fontes?]
- Campeonato Gaúcho: 2023[146]

Inter Miami
- MLS Supporters' Shield: 2024[carece de fontes?]

Seleção Uruguaia
- Copa América: 2011[carece de fontes?]

### Prêmios individuais
- Jogador da Temporada do Ajax: 2008–09 e 2009–10
- Melhor Jogador da Eredivisie: 2009–10[147]
- Chuteira de Ouro da Eredivisie: 2009–10[148]
- Melhor jogador da Copa América: 2011
- Equipe ideal da Copa América: 2011[149]
- Equipe do Ano da PFA: 2012–13 e 2013–14
- Jogador da Temporada do Liverpool: 2012–13 e 2013–14[150][151]
- Futebolista do Ano pela PFA: 2013–14
- Futebolista Inglês do Ano pela FWA: 2013–14[carece de fontes?]
- Melhor jogador da Premier League: 2013–14[152]
- Chuteira de Ouro da Premier League: 2013–14[carece de fontes?]
- Jogador do mês na Premier League: dezembro de 2013 e março de 2014[carece de fontes?]
- Bota de Ouro da UEFA: 2013–14 e 2015–16[carece de fontes?]
- Equipe do ano pela European Sports Magazines: 2013–14, 2014–15 e 2015–16[153]
- Troféu EFE: 2014–15, 2020–21[carece de fontes?]
- Equipe ideal da Liga dos Campeões da UEFA: 2014–15 e 2015–16[154]
- Bola de Ouro da Copa do Mundo de Clubes da FIFA: 2015[155]
- Homem do Jogo da final do Copa do Mundo de Clubes da FIFA: 2015[carece de fontes?]
- Chuteira de Ouro da Copa do Mundo de Clubes da FIFA: 2015[carece de fontes?]
- Troféu Pichichi: 2015–16[carece de fontes?]
- Troféu Aldo Rovira: 2015–16[156]
- Equipe do ano da FIFA: 2016[157]
- Jogador do mês da La Liga: maio de 2016 e dezembro de 2017[carece de fontes?]
- Melhor jogador da partida da Copa do Mundo FIFA de 2018: Uruguai 1–0 Arábia Saudita e Uruguai 3–0 Rússia[carece de fontes?]
- Troféu Alfredo Di Stéfano: 2020–21[carece de fontes?]
- Seleção de Todos os Tempos do Uruguai (IFFHS): 2022[158]
- Seleção do Campeonato Gaúcho: 2023[carece de fontes?]
- Bola de Prata - Melhor Atacante: 2023[carece de fontes?]
- Bola de Ouro - Melhor Jogador: 2023[carece de fontes?]
- Troféu Mesa Redonda de Melhor Jogador do Campeonato Brasileiro: 2023
- Seleção do Cartola 2023[159]
- Equipe Ideal da América (El País): 2023[carece de fontes?]

### Artilharias
- Eredivisie de 2009–10 (35 gols)[carece de fontes?]
- Copa KNVB de 2009–10 (8 gols)[carece de fontes?]
- Premier League de 2013–14 (31 gols)[carece de fontes?]
- Eliminatórias da Copa do Mundo FIFA de 2014 (11 gols)[carece de fontes?]
- Copa do Mundo de Clubes da FIFA de 2015 (5 gols)[carece de fontes?]
- La Liga de 2015–16 (40 gols)[carece de fontes?]
- Copa do Rei de 2015–16 (5 gols)[carece de fontes?]
- Recopa Gaúcha de 2023 (3 gols)[carece de fontes?]

### Líder de assistências
- Copa do Brasil de 2023 (3 assistências)[carece de fontes?]
- Campeonato Brasileiro de 2023 (11 assistências)[carece de fontes?]